# Chronologie de Batna
Pour un article plus général, voir Histoire de Batna.
 (février 2025).
Chronologie de Batna est une présentation chronologique, par date, d'évènements historiques de la ville de Batna la capitale des Aures.

## De 1844 à 1860
- 1844, 12 février, un noyau militaire est fondé par l'armée française au centre d’un relief accidenté de forêts[1] ;
- 1845, La mosquée du Camp voit le jour ;
- 1848, la ville de Batna voit le jour sur décret du 12 septembre, signé par Napoléon III ;
- 1848, la ville prend le nom de Nouvelle Lambèse ;
- Entre 1848 et 1860, la population est de 24 209 habitants, dont 3 688 Européens et de 20 521 Indigènes[2] ;
- 1849, 20 juin, la ville reprend le nom de Batna ;
- 1851, ouverture des deux premières écoles (Jules-Ferry et Gambetta) et arrivée des Sœurs de la doctrine ;
- 1853, installation d'un palais de justice de paix ;
- 1855, Paludisme et choléra touchent les soldats et les ouvriers ;
- 1858, une église est construite depuis 1855 et consacrée en 1863 ;
- 1860, Batna devient une commune de plein exercice sur décret.

## De 1861 à 1880
- 1865, début juin, l'empereur Napoléon III visite Batna ;
- 1866, élection du premier conseil municipal et construction d'un hôpital militaire. Les Européens sont agacés par les vols que provoque la famine de 1866 et de 1867 dont souffrent les habitants de la région ;
- 1867, 11 juillet, le choléra asiatique touche la subdivision de Batna : au 15 juillet, le nombre des malades présents à l’hôpital est de 47 (30 militaires, 15 civils européens, et 2 civils indigènes), le 21 juillet on en dénombre 85[3]. Un tremblement de terre fait de nombreuses victimes dans la ville la même année ;
- 1871, Révolte des Mokrani : Batna est assiégée ;
- 1875, construction du chemin de fer.

## De 1881 à 1900
- 1885, Construction de l'hôtel d'Orient et d'Angleterre afin d'accueillir les touristes . Batna devient une sous-préfecture du département de Constantine et le siège d'une subdivision militaire dotée d'un bureau arabe et d'une sous-intendance ;
- 1889, Isabelle Eberhardt s’installe dans le quartier de Z'mala ;
- 1892, 3 septembre,  la sonde[pas clair] a fait jaillir, à 107 mètres de profondeur, une eau à 19 degrés d'un débit de 300 litres par minute[4].

## De 1901 à 1920
- 1914-1918, les Ouled Soltane provoquent une guerre, 82 Européens morts.

## De 1921 à 1940
- 1925, Irrigation du monument de consécration des morts de la première guerre mondiale, conçu par l'architecte Charles Montaland.

## De 1941 à 1962

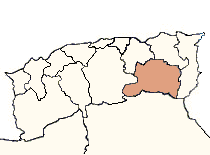
Localisation du département de Batna (1957-1962).

Localisation de l'Aurès.

- 1941 l'école indigène du Stand (aujourd’hui École primaire Emir Abdelkader) est transformée en hôpital destiné à accueillir les blessés alliés des combats de Tunisie et de Libye[5] pendant la Seconde Guerre mondiale ;
- 1954, 1er juin, la « Réunion des 22 » [6], décide que le déclenchement du « djihad » se fera à Batna ; le 1er novembre, nuit de la Toussaint, a lieu la première attaque de l'ALN en Algérie, menée par Mostefa Ben Boulaïd ;
- 1955, Abdessemed Mouhamed, prétendant à la fonction de Caïd du quartier du Graphe (le Stand), est exécuté par Ismaël Berrache, dit El-Fatmi, qui est chargé par Hadj Lakhdar[7] ;
- 1957, Batna devient le chef-lieu du département éponyme ;
- 1962 à 1965, Batna garde le découpage militaire de l'ALN en tant que chef-lieu de la région des Aurès.

## De 1962 à 1985
- 1970, destruction de l'église de la ville[8] ;
- 1977, ouverture de l'Université de Batna Hadj Lakhder qui occupe le 45e rang en Afrique en 2010 et 88e en juillet 2011[9].

## de 1986 à 2000

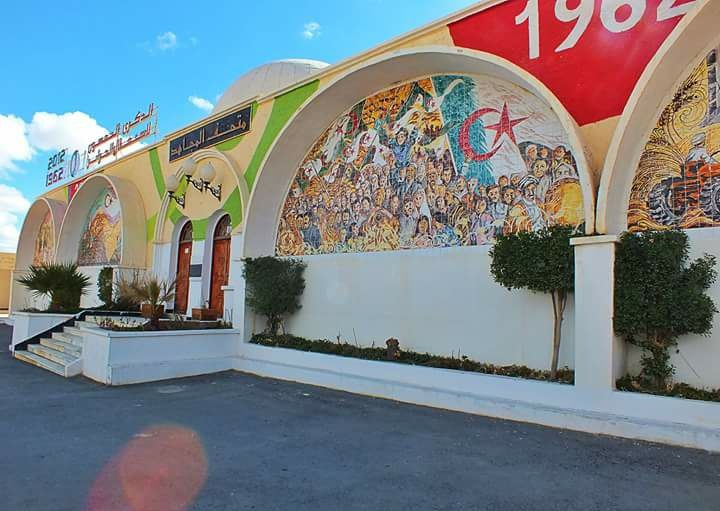
Musée du moudjahid de Batna.

- 1992, Batna est le théâtre d'affrontements entre l'Armée algérienne et les partisans du Front islamique du salut ;
- 1994, 29 décembre, Radio Aurès, la seule radio dans la ville de Batna, voit le jour ;
- 1997, Liamine Zéroual décide la construction d'un aéroport international à Batna ;
- 1997, 22 mars, le musée du martyre de la wilaya de Batna est placé dans la ville de Batna.
- 1998, 5 juillet, ouverture de l'aéroport international Mostefa Ben Boulaïd ;
- 2000, création d'Aurès Aviation, l’école de formation des pilotes de Batna.

## de 2001 à aujourd’hui

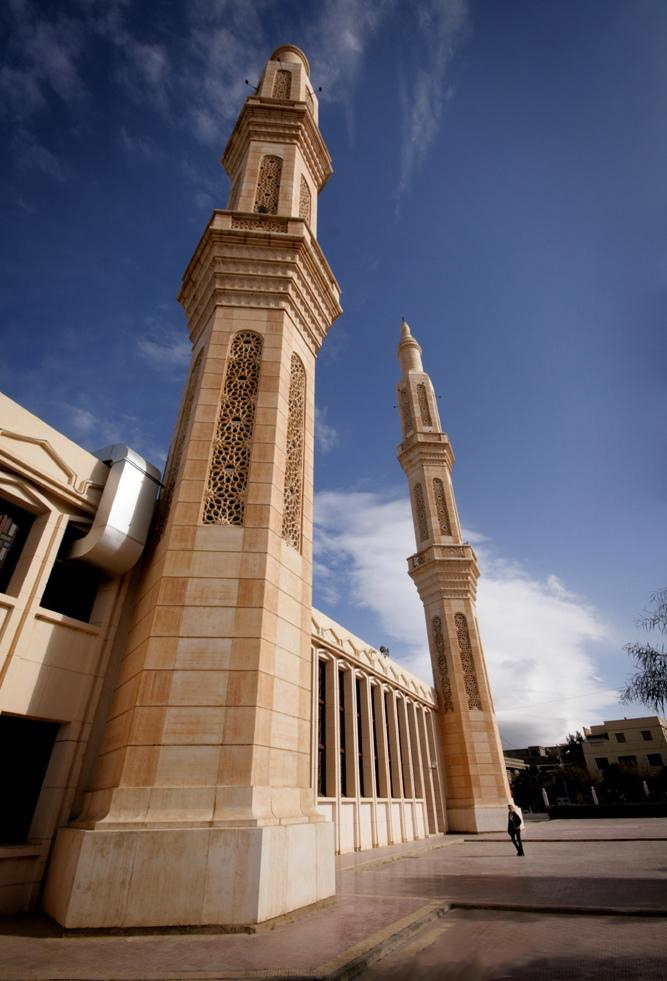
Grande Mosquée 1er-Novembre-1954.

- 2003, ouverture aux fidèles de la Grande mosquée 1er novembre 1954 ;
- 2007, création de la première revue gratuite des AURES BATNA INFO
- 2007, 7 septembre, un attentat-suicide commis peu de temps avant l'arrivée du président Abdelaziz Bouteflika fait 22 morts et 107 blessés[10] ;
- 2010, 1er novembre, création du marathon Imadghassen ;
- 2011, 9 janvier, émeutes : des jeunes habitants parmi lesquels figurent des jeunes diplômés-chômeurs dans les quartiers de Bouakal, Tamachite et Sonatiba bloquent les routes et lancent des pierres sur la police, aucune victime n'est signalée[11] ;
- 2011, en 8 avril, la 45e finale de la Coupe d’Algérie séniors hommes de volley-ball, opposant le MB Béjaïa au NRBB Arréridj, est organisée dans la salle du complexe sportif du 1er novembre de Batna[12].